# Philus globulicollis
Philus globulicollis là một loài bọ cánh cứng trong họ Cerambycidae.